# Provincia de Tébessa
Tébessa (en árabe: ولاية تبسة) es un valiato de Argelia. Tébessa es también el nombre de su capital. En épocas antiguas era conocido como Theveste.

## Municipios con población en abril de 2008
- Aïn Zerga 20,170
- Bedjene 4,505
- Bekkaria 9,917
- Bir Dheb 7,181
- Bir el-Ater 77,727
- Bir Mokkadem 12,907
- Boukhadra 10,701
- Boulhaf Dir 4,741
- Cheria 75,344
- El Aouinet 21,682
- El Houidjbet 4,771
- El Kouif 17,319
- El Ma Labiodh 11,397
- El Meridj 11,713
- El Mezeraa 4,251
- El Ogla 17,797
- Ferkane 5,370
- Guorriguer 5,415
- Hammamet 20,148
- Morsott 17,238
- Negrine 9,445
- Ogla Melha 5,899
- Ouenza 52,737
- Oum Ali 3,744
- Safsaf El Ouesra 6,074
- Stah Guentis 3,689
- Tébessa 196,537
- Tlidjene 10,286

## División administrativa
La provincia está dividida en 12 dairas (distritos), que a su vez se dividen en 28 comunas (ciudades). Algunos lugares de la provincia son: Ouenza, Negrine y Bir El Ater.